# Lista de episódios de Grimm

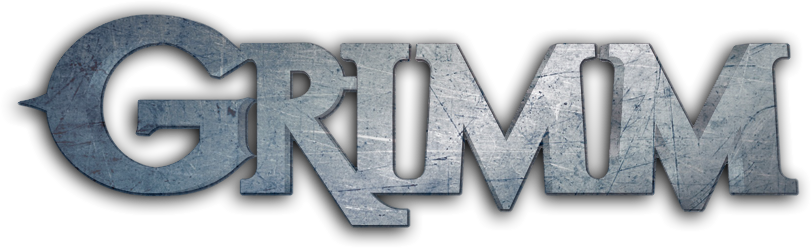
Logotipo da série

Grimm é uma série norte-americana de drama, que vai ao ar na NBC nos Estados Unidos, no Universal Channel no Brasil e no Syfy em Portugal. A série estreou em 28 de outubro de 2011, sendo nas sextas-feiras pelo canal NBC, e nas segundas no Universal. Os episódios são fundamentados nos Contos de Grimm, dos Irmãos Grimm.
A série gira em torno de Nick Burkhardt, um detetive de homicídios que tem sua vida transformada ao descobrir que é descendente de uma sociedade secreta, conhecida como Grimm. Sua missão, assim como a de seus antepassados, é manter o equilíbrio entre a vida real e a mitologia. Essa ligação com o mundo das fábulas oferece alguns perigos ao detetive e seus entes mais próximos, em especial sua noiva Juliette Silverton e seu parceiro de trabalho Hank Griffin. Porém, quanto mais Burkhardt tenta se afastar, mais se aproxima de suas raízes e inimigos do passado. Com a ajuda de Monroe, um Blutbad renovado e seu confidente, e Rosalee, uma Fuchsbau especialista em elementos sobrenaturais, ele terá de lutar contra estranhas criaturas, conhecidas como Wesen, que o perseguem e fazem mal às pessoas do mundo real.
A primeira temporada foi concluída em 18 de maio de 2012, totalizando 22 episódios exibidos.

## Resumo
| Temporada | Temporada | Episódios | Exibição original     | Exibição original   | Lançamento do DVD      | Lançamento do DVD     | Lançamento do DVD |
| Temporada | Temporada | Episódios | Estreia da temporada  | Final da temporada  | Região 1               | Região 2              | Região 4          |
| --------- | --------- | --------- | --------------------- | ------------------- | ---------------------- | --------------------- | ----------------- |
|           | 1         | 22        | 28 de outubro de 2011 | 18 de maio de 2012  | 7 de agosto de 2012    | 22 de outubro de 2012 | 2 de maio de 2013 |
|           | 2         | 22        | 13 de agosto de 2012  | 21 de maio de 2013  | 17 de setembro de 2013 | 28 de outubro de 2013 |                   |
|           | 3         | 22        | 25 de outubro de 2013 | 16 de maio de 2014  | 16 de setembro de 2014 | 20 de outubro de 2014 |                   |
|           | 4         | 22        | 24 de outubro de 2014 | 15 de maio de 2015  |                        |                       |                   |
|           | 5         | 22        | 30 de outubro de 2015 | 20 de maio de 2016  |                        |                       |                   |
|           | 6         | 13        | 06 de janeiro de 2017 | 31 de março de 2017 |                        |                       |                   |

## Episódios

### 1ª Temporada (2011-2012)
| Nº série | Nº temp. | Título Original - Tradução                                  | Dirigido por:   | Escrito por:                                                                                | Exibição original       | Código | Audiência EUA (milhão) |
| -------- | -------- | ----------------------------------------------------------- | --------------- | ------------------------------------------------------------------------------------------- | ----------------------- | ------ | ---------------------- |
| 1        | 1        | "Pilot (Piloto)"                                            | Marc Buckland   | História: David Greenwalt, Jim Kouf e Stephen Carpenter Roteiro: David Greenwalt e Jim Kouf | 28 de Outubro de 2011   | 101    | 6,56                   |
| 2        | 2        | "Bears Will Be Bears (Ursos são Ursos)"                     | Norberto Barba  | David Greenwalt e Jim Kouf                                                                  | 4 de Novembro de 2011   | 102    | 6,01                   |
| 3        | 3        | "Beeware (Cuidado com as Abelhas)"                          | Darnell Martin  | Cameron Litvack e Thania St. John                                                           | 11 de Novembro de 2011  | 103    | 5,18                   |
| 4        | 4        | "Lonelyhearts (Corações Solitários)"                        | Michael Waxman  | Alan DiFiore e Dan E. Fesman                                                                | 18 de Novembro de 2011  | 105    | 5,44                   |
| 5        | 5        | "Danse Macabre (Dança Macabra)"                             | David Solomon   | David Greenwalt e Jim Kouf                                                                  | 8 de Dezembro de 2011   | 106    | 4,09                   |
| 6        | 6        | "The Three Bad Wolves (Os Três Lobos Maus)"                 | Clark Mathis    | Naren Shankar e Sarah Goldfinger                                                            | 9 de Dezembro de 2011   | 104    | 5,43                   |
| 7        | 7        | "Let Your Hair Down (Solte suas tranças)"                   | Holly Dale      | Naren Shankar e Sarah Goldfinger                                                            | 16 de Dezembro de 2011  | 107    | 5,16                   |
| 8        | 8        | "Game Ogre (Caça aos Gigantes)"                             | Terrence O'Hara | Cameron Litvack e Thania St. John                                                           | 13 de Janeiro de 2012   | 108    | 4,65                   |
| 9        | 9        | "Of Mouse and Man (Rato e Homem)"                           | Omar Madha      | Alan DiFiore e Dan E. Fesman                                                                | 20 de Janeiro de 2012   | 109    | 5,92                   |
| 10       | 10       | "Organ Grinder (Orgãos)"                                    | Clark Mathis    | Akela Cooper e Spiro Skentzos                                                               | 3 de Fevereiro de 2012  | 110    | 4,79                   |
| 11       | 11       | "Tarantella (Tarantella)"                                   | Peter Werner    | Alan DiFiore e Dan E. Fesman                                                                | 10 de Fevereiro de 2012 | 111    | 5,30                   |
| 12       | 12       | "Last Grimm Standing (O Último Grimm em Pé)"                | Michael Watkins | História: Cameron Litvack e Thania St. John Roteiro: Naren Shankar e Sarah Goldfinger       | 24 de Fevereiro de 2012 | 112    | 4,79                   |
| 13       | 13       | "Three Coins in a Fuchsbau (Três Moedas na Toca da Raposa)" | Norberto Barba  | David Greenwalt e Jim Kouf                                                                  | 2 de Março de 2012      | 113    | 5,30                   |
| 14       | 14       | "Plumed Serpent (Serpente Adornada)"                        | Steven DePaul   | Alan DiFiore e Dan E. Fesman                                                                | 9 de Março de 2012      | 114    | 5,05                   |
| 15       | 15       | "Island of Dreams (Ilha dos Sonhos)"                        | Rob Bailey      | David Greenwalt e Jim Kouf                                                                  | 30 de Março de 2012     | 115    | 4,15                   |
| 16       | 16       | "The Thing With Feathers (A Coisa com Penas)"               | Darnell Martin  | Richard Hatem                                                                               | 6 de Abril de 2012      | 116    | 4,45                   |
| 17       | 17       | "Love Sick (Amor Doentio)"                                  | David Solomon   | Catherine Butterfield                                                                       | 13 de Abril de 2012     | 117    | 4,96                   |
| 18       | 18       | "Cat and Mouse (Gato e Rato)"                               | Felix Alcala    | Jose Molina                                                                                 | 20 de Abril de 2012     | 118    | 4,56                   |
| 19       | 19       | "Leave It To Beavers (Deixe isto para os Castores)"         | Holly Dale      | Nevin Densham                                                                               | 27 de Abril de 2012     | 119    | 4,33                   |
| 20       | 20       | "Happily Ever Aftermath (Sempre um Final Feliz)"            | Terrence O'Hara | David Greenwalt e Jim Kouf                                                                  | 4 de Maio de 2012       | 120    | 4,73                   |
| 21       | 21       | "Big Feet (Pés Grandes)"                                    | Omar Madha      | História: Alan DiFiore e Dan E. Fesman Roteiro: Richard Hatem                               | 11 de Maio de 2012      | 121    | 4,45                   |
| 22       | 22       | "Woman in Black (A Mulher de Preto)"                        | Norberto Barba  | David Greenwalt e Jim Kouf                                                                  | 18 de Maio de 2012      | 122    | 5,10                   |

### 2ª Temporada (2012)
Em 16 de março, a NBC anunciou que a série ganharia uma segunda temporada, também com 22 episódios. A atriz Bree Turner, que interpreta Rosalee Calvert, se junta ao elenco principal no inicio dessa temporada.
| Nº série | Nº temp. | Título Original - Tradução                                   | Dirigido por:    | Escrito por:                                           | Exibição original      | Código | Audiência EUA (milhão) |
| -------- | -------- | ------------------------------------------------------------ | ---------------- | ------------------------------------------------------ | ---------------------- | ------ | ---------------------- |
| 23       | 1        | "Bad Teeth (Dentes do Mal)"                                  | Norberto Barba   | David Greenwalt e Jim Kouf                             | 13 de Agosto de 2012   | 201    | 5,64                   |
| 24       | 2        | "The Kiss (O Beijo)"                                         | Terrence O'Hara  | David Greenwalt e Jim Kouf                             | 20 de Agosto de 2012   | 202    | 4,90                   |
| 25       | 3        | "Bad Moon Rising (Lua Ruim)"                                 | David Solomon    | Richard Hatem                                          | 27 de Agosto de 2012   | 203    | 4,67                   |
| 26       | 4        | "Quill (Ouriço)"                                             | David Straiton   | David Simkins                                          | 3 de Setembro de 2012  | 204    | 4,62                   |
| 27       | 5        | "The Good Sheperd (O Bom Pastor)"                            | Steven DePaul    | Dan E. Fesman                                          | 28 de Setembro de 2012 | 205    | 5,32                   |
| 28       | 6        | "Over My Dead Body (Por Cima do Meu Cadáver)"                | Rob Bailey       | Spiro Skentzos                                         | 5 de outubro de 2012   | 206    | 5,29                   |
| 29       | 7        | "The Bottle Imp (O Gênio da Garrafa)"                        | Darnell Martin   | Darnell Martin                                         | 12 de outubro de 2012  | 207    | 5,01                   |
| 30       | 8        | "The Other Side (O Outro Lado)"                              | Eric Laneuville  | William Bigelow                                        | 19 de outubro de 2012  | 208    | 5,03                   |
| 31       | 9        | "La Llorona (Weeping Woman - A Chorona)"                     | Holly Dale       | Akela Cooper                                           | 26 de outubro de 2012  | 209    | 6,11                   |
| 32       | 10       | "The Hour of Death (A Hora da Morte)"                        | Peter Werner     | Sean Calder                                            | 2 de novembro de 2012  | 210    | 5,64                   |
| 33       | 11       | "To Protect and Serve Man (Para proteger e servir ao Homem)" | Omar Madha       | Dan E. Fesman                                          | 9 de novembro de 2012  | 211    | 5,21                   |
| 34       | 12       | "Season of the Hexenbiest (Estação da Bruxa)"                | Karen Gaviola    | História: Jim Kouf Roteiro: Jim Kouf & David Greenwalt | 16 de novembro de 2012 | 212    | 5,02                   |
| 35       | 13       | "The Face Off (Mostrando a Cara)"                            | Terrence O'Hara  | Jim Kouf & David Greenwalt                             | 8 de Março de 2013     | 213    | 4,97                   |
| 36       | 14       | "Natural Born Wesen (Nascido Criatura)"                      | Michael Watkins  | Thomas Ian Griffith & Mary Page Keller                 | 15 de março de 2013    | 214    | 4,88                   |
| 37       | 15       | "Mr. Sandman (Sr. Sandman)"                                  | Norberto Barba   | Alan DiFiore                                           | 22 de março de 2013    | 215    | 4,95                   |
| 38       | 16       | "Nameless (Inominado)"                                       | Charles Haid     | Akela Cooper                                           | 29 de março de 2013    | 216    | 5,00                   |
| 39       | 17       | "One Angry Fuchsbau (Uma Raposa Irritada)"                   | Terrence O'Hara  | Richard Hatem                                          | 5 de abril de 2013     | 217    | 4,86                   |
| 40       | 18       | "Volcanalis"                                                 | David Grossman   | Jim Kouf & David Greenwalt                             | 19 de abril de 2013    | 218    | 5,13                   |
| 41       | 19       | "Endangered (Em Perigo)"                                     | David Straiton   | Spiro Skentzos                                         | 30 de abril de 2013    | 219    | 5,77                   |
| 42       | 20       | "Kiss of the Muse (Beijo da Musa)"                           | Tawnia McKiernan | Sean Calder                                            | 7 de maio de 2013      | 220    | 5,67                   |
| 43       | 21       | "The Waking Dead (Acordando Morto)"                          | Steven DePaul    | Jim Kouf & David Greenwalt                             | 14 de maio de 2013     | 221    | 5,36                   |
| 44       | 22       | "Goodnight, Sweet Grimm (Boa Noite, Doce Grimm)"             | Norberto Barba   | Jim Kouf & David Greenwalt                             | 21 de maio de 2013     | 222    | 4,99                   |

### 3ª Temporada (2013)
Em 26 de abril de 2013, a NBC anunciou a renovação da série de televisão Grimm, para a terceira temporada, Ficou definido que a temporada terá 22 episódios.
| Nº série | Nº temp. | Título Original - Tradução                                           | Dirigido por:         | Escrito por:                                  | Exibição original       | Código | Audiência EUA (milhão) |
| -------- | -------- | -------------------------------------------------------------------- | --------------------- | --------------------------------------------- | ----------------------- | ------ | ---------------------- |
| 45       | 1        | "The Ungrateful Dead (A Morte Ingrata)"                              | Noberto Barba         | Jim Kouf & David Greenwalt                    | 25 de outubro de 2013   | 301    | 6,15                   |
| 46       | 2        | "PTZD (PTZD)"                                                        | Eric Laneuville       | Jim Kouf & David Greenwalt                    | 1 de novembro de 2013   | 302    | 4,96                   |
| 47       | 3        | "A Dish Best Served Cold (Um Prato que se Serve Frio)"               | Karen Gaviola         | Rob Wright                                    | 8 de novembro de 2013   | 303    | 4,88                   |
| 48       | 4        | "One Night Stand (Apenas Uma Noite)"                                 | Steven DePaul         | Sean Calder                                   | 15 de novembro de 2013  | 304    | 5,81                   |
| 49       | 5        | "El Cucuy (O Cucuy)"                                                 | John Behring          | Michael Golamco                               | 29 de novembro de 2013  | 305    | 5,73                   |
| 50       | 6        | "Stories We Tell Our Young (História Que Contamos aos Jovens)"       | Aaron Lipstadt        | Michael Duggan                                | 6 de dezembro de 2013   | 306    | 6,32                   |
| 51       | 7        | "Cold Blooded (A Sangue Frio)"                                       | Terrence O'Hara       | Thomas Ian Griffith                           | 13 de dezembro de 2013  | 307    | 4,88                   |
| 52       | 8        | "Twelve Days of Krampus (Doze Dias de Krampus)"                      | Tawnia McKiernan      | Dan E. Fesman                                 | 13 de dezembro de 2013  | 308    | 4,88                   |
| 53       | 9        | "Red Menace (Ameaça Vermelha)"                                       | Allan Kroeker         | Alan DiFiore                                  | 3 de janeiro de 2014    | 309    | 5,68                   |
| 54       | 10       | "Eyes of the Beholder (Olhos do Espectador)"                         | Peter Werner          | Thomas Ian Griffith                           | 10 de janeiro de 2014   | 310    | 5,33                   |
| 55       | 11       | "The Good Soldier (O Bom Soldado)"                                   | Rashaad Ernesto Green | Rob Wright                                    | 17 de janeiro de 2014   | 311    | 5,71                   |
| 56       | 12       | "The Wild Hunt (A Caça Selvagem)"                                    | Rob Bailey            | Jim Kouf & David Greenwalt                    | 24 de janeiro de 2014   | 312    | 5,88                   |
| 57       | 13       | "Revelation (Revelação)"                                             | Terrence O'Hara       | Jim Kouf & David Greenwalt                    | 28 de fevereiro de 2014 | 313    | 5,32                   |
| 58       | 14       | "Mommy Dearest (Mamãe Querida)"                                      | Norberto Barba        | Brenna Kouf                                   | 7 de março de 2014      | 314    | 5,65                   |
| 59       | 15       | "Once We Were Gods (Uma Vez Fomos Deuses)"                           | Steven DePaul         | Alan DiFiore                                  | 14 de março de 2014     | 315    | 5,63                   |
| 60       | 16       | "The Show Must Go On (O Show Deve Continuar)"                        | Paul A. Kaufman       | Marc Gaffen & Kyle McVey                      | 21 de março de 2014     | 316    | 5,71                   |
| 61       | 17       | "Synchronicity (Sincronicidade)"                                     | David Solomon         | Michael Duggan & Michael Golamco              | 4 de abril de 2014      | 317    | 4,89                   |
| 62       | 18       | "The Law of Sacrifice (A Lei do Sacrificio)"                         | Terrence O'Hara       | Michael Duggan & Michael Golamco              | 11 de abril de 2014     | 318    | 4,73                   |
| 63       | 19       | "Nobody Knows the Trubel I've Seen (Ninguém Sabe O Que a Trubel Vê)" | Norberto Barba        | Jim Kouf & David Greenwalt                    | 25 de abril de 2014     | 319    | 4,39                   |
| 64       | 20       | "My Fair Wesen (Meu Bom Wesen)"                                      | Clark Mathis          | Thomas Ian Griffith, Rob Wright & Sean Calder | 2 de maio de 2014       | 320    | 4,93                   |
| 65       | 21       | "The Inheritance (A Herança)"                                        | Eric Laneuville       | Dan E. Fesman                                 | 9 de maio de 2014       | 321    | 4,78                   |
| 66       | 22       | "Blond Ambition (Ambição Loira)"                                     | Norberto Barba        | Jim Kouf & David Greenwalt                    | 16 de maio de 2014      | 322    | 5,34                   |

### 4ª Temporada (2014)
4ª Temporada (2014)
Em 2014, a NBC anunciou a renovação da série de televisão Grimm, para a quarta temporada. Ficou definido que a temporada terá 22 episódios.
| Nº série | Nº temp. | Título Original - Tradução                                   | Dirigido por:      | Escrito por:                  | Exibição original       | Código | Audiência EUA (milhão) |
| -------- | -------- | ------------------------------------------------------------ | ------------------ | ----------------------------- | ----------------------- | ------ | ---------------------- |
| 67       | 1        | "Thanks for the Memories (Obrigado Pelas Memórias)"          | Norberto Barba     | Jim Kouf & David Greenwalt    | 24 de outubro de 2014   | 401    | 5,28                   |
| 68       | 2        | "Octupos Head (Cabeça de Polvo)"                             | Terrence O'Hara    | Jim Kouf & David Greenwalt    | 31 de outubro de 2014   | 402    | 4,54                   |
| 69       | 3        | "The Last Fight (A Última Luta)"                             | Paul Kaufman       | Thomas Ian Griffith           | 7 de novembro de 2014   | 403    | 4,93                   |
| 70       | 4        | "Dyin' On A Prayer (Morrendo em uma Oração)"                 | Tawnia McKiernan   | Sean Calder                   | 14 de novembro de 2014  | 404    | 5,01                   |
| 71       | 5        | "Cry Luison (Chore Lobisomen)"                               | Eric Laneuville    | Michael Golamco               | 21 de novembro de 2014  | 405    | 5,43                   |
| 72       | 6        | "Highway of Tears (Estrada das Lágrimas)"                    | John Behring       | Alan DiFiore                  | 28 de novembro de 2014  | 406    | 5,17                   |
| 73       | 7        | "The Grimm Who Stole Christmas (O Grimm que Roubou o Natal)" | John Gray          | Dan E. Fesman                 | 5 de dezembro de 2014   | 407    | 4,96                   |
| 74       | 8        | "Chupacabra (Chupacabra)"                                    | Aaron Lipstadt     | Brenna Kouf                   | 12 de dezembro de 2014  | 408    | 5,07                   |
| 75       | 9        | "Wesenrein (Ser Puro)"                                       | Hanelle Culpepper  | Thomas Ian Griffith           | 16 de janeiro de 2015   | 409    | 4,62                   |
| 76       | 10       | "Tribunal (Tribunal)"                                        | Peter Werner       | Jim Kouf & David Grennwalt    | 23 de janeiro de 2015   | 410    | 5,02                   |
| 77       | 11       | "Death Do Us Part (A Morte Nos Separe)"                      | Constantine Makris | Jeff Miller                   | 30 de janeiro de 2015   | 411    | 4,85                   |
| 78       | 12       | "Maréchaussée (Polícia)"                                     | Eric Laneuville    | Jim Kouf & David Greenwalt    | 6 de fevereiro de 2015  | 412    | 4,67                   |
| 79       | 13       | "Trial by Fire (Prova de Fogo)"                              | Norberto Barba     | Sean Calder                   | 13 de fevereiro de 2015 | 213    | 4,86                   |
| 80       | 14       | "Bad Luck (Má Sorte)"                                        | Terrence O'Hara    | Thomas Ian Griffith           | 20 de março de 2015     | 414    | 4,78                   |
| 81       | 15       | "Double Date (Encontro Duplo)"                               | Karen Gaviola      | Brenna Kouf                   | 27 de março de 2015     | 415    | 4,93                   |
| 82       | 16       | "Heartbreaker (Destruidor de Corações)"                      | Rob Bailey         | Dan E. Fesman                 | 3 de abril de 2015      | 416    | 4,51                   |
| 83       | 17       | "Hibernaculum (Inverno)"                                     | John Behring       | Michael Golamco               | 10 de abril de 2015     | 417    | 4,76                   |
| 84       | 18       | "Mishipeshu (Mishipeshu)"                                    | Omar Madha         | Alan DiFiore                  | 17 de abril de 2015     | 418    | 4,54                   |
| 85       | 19       | "Iron Hans (João de Ferro)"                                  | Sebastián Silva    | Jim Kouf & David Greenwalt    | 24 de abril de 2015     | 419    | 4,66                   |
| 86       | 20       | "You Don't Know Jack (Você Não Conhece Jack)"                | Terrence O'Hara    | Sean Calder & Michael Golamco | 1 de maio de 2015       | 420    | 4,22                   |
| 87       | 21       | "Headache (Dor de Cabeça)"                                   | Jim Kouf           | Jim Kouf & David Greenwalt    | 8 de maio de 2015       | 421    | 4,21                   |
| 88       | 22       | "Cry Havoc (Cry Havoc)"                                      | Noberto Barba      | Thomas Ian Griffith           | 15 de maio de 2015      | 422    | 4,74                   |

### 5ª Temporada (2015)
5ª Temporada (2015)
Em 2015, a NBC anunciou a renovação da série de televisão Grimm, para a quinta temporada. Ficou definido que a temporada terá 22 episódios
| Nº série | Nº temp. | Título Original - Tradução                                       | Dirigido por:     | Escrito por:               | Exibição original       | Código | Audiência EUA (milhão) |
| -------- | -------- | ---------------------------------------------------------------- | ----------------- | -------------------------- | ----------------------- | ------ | ---------------------- |
| 89       | 1        | "The Grimm Identity (A Identidade Grimm)"                        | Eric Laneuville   | Jim Kouf & David Greenwalt | 30 de outubro de 2015   | 501    | 4,04                   |
| 90       | 2        | "Clear And Wesen Danger (Limpeza e Ameaça Wesen)"                | Norberto Barba    | Thomas Ian Griffith        | 6 de novembro de 2015   | 502    | 3,78                   |
| 91       | 3        | "Lost Boys (Garotos Perdidos)"                                   | Aaron Lipstadt    | Sean Colder                | 13 de novembro de 2015  | 503    | 3,66                   |
| 92       | 4        | "Maiden Quest (Resgate da Donzela)"                              | Hanelle Culpepper | Brenna Kouf                | 20 de novembro de 2015  | 504    | 3,62                   |
| 93       | 5        | "The Rat King (Rei dos Ratos)"                                   | David Solomon     | Jeff Miller                | 4 de dezembro de 2015   | 505    | 3,69                   |
| 94       | 6        | "Wesen Nacht (Pesadelo Wesen)"                                   | Darnell Martin    | David Greenwalt & Jim Kouf | 11 de dezembro de 2015  | 506    | 3,64                   |
| 95       | 7        | "Eve of Destruction"                                             | John Behring      | Thomas Ian Griffith        | 29 de janeiro de 2016   | 507    | 3,81                   |
| 96       | 8        | "A Reptile Dysfunction (Um Réptil Monstruoso)"                   | David Straiton    | Michael Golamco            | 5 de fevereiro de 2016  | 508    | 4,42                   |
| 97       | 9        | "Star-Crossed (Os Destinos se Encontram)"                        | Carlos Avila      | Sean Calder                | 12 de fevereiro de 2016 | 509    | 4,19                   |
| 98       | 10       | "Map Of The Seven Knights (O Mapa dos Sete Cavaleiros)"          | Aaron Lipstadt    | Jim Kouf                   | 19 de fevereiro de 2016 | 510    | 4,04                   |
| 99       | 11       | "Key Move (Elemento-chave)"                                      | Eric Laneuville   | Thomas Ian Griffith        | 4 de março de 2016      | 511    | 4,26                   |
| 100      | 12       | "Into The Schwarzwald (Explorando a Floresta Negra)"             | Norberto Barba    | David Greenwalt e Jim Kouf | 11 de março de 2016     | 512    | 3,91                   |
| 101      | 13       | "Silence Of The Slams (O Silêncio dos Mascarados)"               | David Straiton    | Brenna Kouf                | 18 de março de 2016     | 513    | 4,20                   |
| 102      | 14       | "Lycanthropia (Licantropia)"                                     | Lee Rose          | Jeff Miller                | 25 de março de 2016     | 514    | 4,32                   |
| 103      | 15       | "Skin Deep (Superficial)"                                        | Karen Gaviola     | Michael Golamco            | 1º de abril de 2016     | 515    | 4,05                   |
| 104      | 16       | "The Believer (O Crente)"                                        | John Behring      | David Greenwalt e Jim Kouf | 8 de abril de 2016      | 516    | 4,25                   |
| 105      | 17       | "Inugami (Inugami, o Cão Vingador)"                              | Sharat Raju       | Kyle McVey                 | 15 de abril de 2016     | 517    | 3,75                   |
| 106      | 18       | "Good to the Bone (Dessa fruta eu como até o caroço)"            | Peter Werner      | Martin Weiss               | 22 de abril de 2016     | 518    | 3,89                   |
| 107      | 19       | "The Taming Of The Wu (A Domesticação de Wu)"                    | Terrence O'Hara   | Brenna Kouf                | 29 de abril de 2016     | 519    | 3,76                   |
| 108      | 20       | "Bad Night (Uma Noite Ruim)"                                     | Norberto Barba    | Sean Calder                | 13 de maio de 2016      | 520    | 3,39                   |
| 109      | 21       | "The Beginning Of The End, Part One (O Começo do Fim, parte I)"  | David Greenwalt   | David Greenwalt e Jim Kouf | 20 de maio de 2016      | 521    | 4,03                   |
| 110      | 22       | "The Beginning Of The End, Part Two (O Começo do Fim, parte II)" | Norberto Barba    | Thomas Ian Griffith        | 20 de maio de 2016      | 522    | 4,03                   |

### 6ª Temporada (2016)
6ª Temporada (2016)
Em 2016, a NBC anunciou a renovação da série de televisão Grimm, para a sexta temporada. Ficou definido que a temporada terá 13 episódios.
| Nº série | Nº temp. | Título Original - Tradução                                      | Dirigido por:   | Escrito por:                                                                 | Exibição original       | Código | Audiência EUA (milhão) |
| -------- | -------- | --------------------------------------------------------------- | --------------- | ---------------------------------------------------------------------------- | ----------------------- | ------ | ---------------------- |
| 111      | 1        | "Fugitive (Fugitivo)"                                           | Aaron Lipstadt  | David Greenwalt e Jim Kouf                                                   | 6 de janeiro de 2017    | 601    | ASD                    |
| 112      | 2        | "Trust Me Knot (Confie na Minha União)"                         | John Gray       | David Greenwalt e Jim Kouf                                                   | 13 de janeiro de 2017   | 602    | ASD                    |
| 113      | 3        | "Oh Captain, My Captain (Ó Capitão, Meu Capitão)"               | David Giuntoli  | Thomas Ian Griffith                                                          | 20 de janeiro de 2017   | 603    | ASD                    |
| 114      | 4        | "El Cuegle (O Cuegle)"                                          | Carlos Avila    | Brenna Kouf                                                                  | 27 de janeiro de 2017   | 604    | ASD                    |
| 115      | 5        | "The Seven Year Itch (O Pecado Mora ao Lado)"                   | Lee Rose        | Jeff Miller                                                                  | 3 de fevereiro de 2017  | 605    | ASD                    |
| 116      | 6        | "Breakfast in Bed (Café da Manhã na Cama)"                      | Julie Herlocker | Kyle McVey                                                                   | 10 de fevereiro de 2017 | 606    | ASD                    |
| 117      | 7        | "Blind Love (Amor Cego)"                                        | Aaron Lipstadt  | Sean Calder                                                                  | 17 de fevereiro de 2017 | 607    | ASD                    |
| 118      | 8        | "The Son Also Rises (O Filho Também Ressuscita)"                | Peter Werner    | Todd Milliner e Nick Peet                                                    | 24 de fevereiro de 2017 | 608    | ASD                    |
| 119      | 9        | "Tree People (Três Pessoas)"                                    | Jim Kouf        | Brenna Kouf                                                                  | 3 de março de 2017      | 609    | ASD                    |
| 120      | 10       | "Blood Magic (Magia de Sangue)"                                 | Janice Cooke    | Thomas Ian Griffith                                                          | 10 de março de 2017     | 610    | ASD                    |
| 121      | 11       | "Where the Wild Things Were (Onde Estavam as Coisas Selvagens)" | Terrence O'Hara | Brenna Kouf                                                                  | 17 de março de 2017     | 611    | ASD                    |
| 122      | 12       | "Zerstörer Shrugged (Leviano Destruidor)"                       | Aaron Lipstadt  | David Greenwalt (história), Jim Kouf (história) e Brenna Kouf (dramatização) | 24 de março de 2017     | 612    | ASD                    |
| 123      | 13       | "The End (O Fim)"                                               | David Greenwalt | Jim Kouf e David Greenwalt                                                   | 31 de março de 2017     | 613    | ASD                    |